# Srandakan
Srandakan ist ein Distrikt (Kecamatan) im Regierungsbezirk (Kabupaten) Bantul der Sonderregion Yogyakarta im Süden der Insel Java. Der Kecamatan ist der südwestlichste im Kabupaten. Ende 2021 zählte er 31.078 Einwohner auf 20,15 km² Fläche.

## Geographie
Der Kecamatan Srandakan grenzt an folgende Kecamatan (Reihenfolge im Uhrzeigersinn):
| Richtung0000 | Name Kec.                | Kabupaten                | Provinz                  |
| Nordwesten   | Galur                    | Kulon Progo              | DIY*                     |
| Norden       | Lendah                   | Kulon Progo              | DIY*                     |
| Osten        | Pandak                   | Bantul                   | DIY*                     |
| Osten        | Sanden                   | Bantul                   | DIY*                     |
| Süden        | Indischer Ozean (~ 4 km) | Indischer Ozean (~ 4 km) | Indischer Ozean (~ 4 km) |

* D.I.Yogyakarta

## Verwaltungsgliederung
Der Kecamatan (auch Kapanewon genannt) gliedert sich in zwei ländliche Dörfer (Desa, auch Kalurahan genannt):
| PUM-Code 1    | Desa           | Fläche (km²) | Bevölkerung zur Volkszählung 2 | Bevölkerung zur Volkszählung 2 | Bevölkerung zur Volkszählung 2 | Bevölkerung zur Volkszählung 2 | Bevölkerung zur Volkszählung 2 | Bevölkerung zur Volkszählung 2 | Padu- kuhan 4 | RT 5 |
| PUM-Code 1    | Desa           | Fläche (km²) | 002000                         | 002010                         | Männer                         | Frauen                         | 002020                         | Dichte 3                       | Padu- kuhan 4 | RT 5 |
| ------------- | -------------- | ------------ | ------------------------------ | ------------------------------ | ------------------------------ | ------------------------------ | ------------------------------ | ------------------------------ | ------------- | ---- |
| 34.02.01.2001 | Poncosari      | 11,86        | 11.234                         | 11.942                         | 6.467                          | 6.531                          | 12.998                         | 1.096,0                        | 24            | 120  |
| 34.02.01.2002 | Trimurti       | 6,46         | 15.946                         | 16.630                         | 8.819                          | 8.814                          | 17.633                         | 2.729,6                        | 19            | 135  |
| 34.02.01      | Kec. Srandakan | 18,32        | 27.180                         | 28.572                         | 15.286                         | 15.345                         | 30.631                         | 1.672,0                        | 43            | 255  |

## Demographie
Grobeinteilung der Bevölkerung nach Altersgruppen (zum Zensus 2020)
| Altersgruppen | 00Männer | 00Frauen | zusammen |
| ------------- | -------- | -------- | -------- |
| 0 – 14        | 3.069    | 3.001    | 6.070    |
| 15 – 64       | 10.513   | 10.251   | 20.764   |
| 65+           | 1.704    | 2.093    | 3.797    |
| gesamt        | 15.286   | 15.345   | 30.631   |
| anteilig (%)  |          |          |          |
| 0 – 14        | 20,08    | 19,56    | 19,82    |
| 15 – 64       | 68,78    | 66,80    | 67,79    |
| 65+           | 11,15    | 13,64    | 12,40    |

### Bevölkerungsentwicklung
In den Ergebnissen der sieben Volkszählungen seit 1961 ist folgende Entwicklung ersichtlich:
| Einheit/Jahr     | 1961         | 1971         | 1980         | 1990         | 2000         | 2010         | 2020         |
| ---------------- | ------------ | ------------ | ------------ | ------------ | ------------ | ------------ | ------------ |
| Kec. Srandakan   | 22.644       | 25.190       | 26.641       | 26.445       | 27.180       | 28.572       | 30.631       |
| Anteil in %      | 4,54         | 4,43         | 4,20         | 3,79         | 3,48         | 3,13         | 3,11         |
| Kab. Bantul      | 499.163      | 568.627      | 634.442      | 696.905      | 781.013      | 911.503      | 985.770      |
| Sonderregion DIY | 00 2.231.062 | 00 2.487.177 | 00 2.750.025 | 00 2.912.611 | 00 3.120.478 | 00 3.457.491 | 00 3.66.8719 |